# Famille Pirate
Famille Pirate é uma série animada de televisão franco-alemão-canadense com 40 episódios de 26 minutos e duas temporadas, criada por Stéphane Bernasconi, Béatrice Marthouret, Yves Coulon, Fabrice Parme e produzida em 1998. Na França, ela foi transmitida a partir de 4 de setembro de 1999 pelo canal France 3 na primeira temporada do programa Les Minikeums e exibida na segunda temporada do programa France Truc, em seguida foi re-exibida em 2010 no programa Gulli, pelo Canal J, depois retransmitido no canal France 4 desde 6 de julho de 2015. Em Québec, a série é transmitida pela Télévision de Radio-Canada. Em Portugal, foi exibida pela primeira vez na RTP 2 sob o nome de "A Família dos Piratas" e mais tarde "Família Pirata" também exibida no Panda Biggs.
Em 2012, a série foi adaptada a histórias em quadrinhos com o título de Famille Pirate e publicada no jornal Spirou.

## Sinopse
Na ilha de Tortuga, a família MacBernik é uma família de "costumes piratas, mas com filhos lindos": O contexto de uma vida familiar pirata média serve como pano de fundo para todos os tipos de situações cômicas. Victor, o pai, não é um bom pirata, tem inveja de seu vizinho Irvin Lerequin, um pirata que "bem-sucedido" na vida que odeia sua madrasta Mamie la Poudre.
Apesar de muita mesquinharia e anacronismos, os MacBernik são uma família com princípios. Os filhos (Scampi e Bigorneau) vão ]á escola para se tornar piratas enquanto Lucile, a esposa de Victor, está em casa. A tripulação de Victor, Dr. Spratt, Sardinha e Mâchicoulis, muitas vezes questionam a autoridade do seu capitão, que usa ameaças para garantir a sua obediência.

## Vozes francesas
- Patrick Préjean : Victor MacBernik
- Laurence Crouzet : Lucile MacBernik
- Laura Préjean : Scampi MacBernik
- Arthur Pestel (episódios 1 à 26) / Gwenaël Sommier (episódios 27 à 40) : Bigorneau MacBernik
- Serge Thiriet : Sardinha
- Patrice Melennec : Dr Spratt
- Christian Pelissier : Mâchicoulis
- Denise Roland : Mamie la Poudre
- Jacques Chaussepied : Irvin Lerequin
- Marie Gamory : Pénélope Lerequin
- Adeline Chetail : Rose-Marie Lerequin / Marie-Rose Lerequin
- Pascal Grull : Hercule Lerequin

## Ficha técnica
- Design : Fabrice Parme
- Música : Ramon Pipin e Hervé Lavandier
- Música tema : Kid Creole and the Coconuts
- Realização : Stéphane Bernasconi